# Orfeo ed Euridice
Orfeo ed Euridice (te vertalen als Orpheus en Eurydice) is een opera gecomponeerd door Christoph Willibald Gluck (1714-1787). Hij baseerde zijn opera op het verhaal van Orpheus uit de Griekse mythologie. Het behoort tot het genre van de azione teatrale, opera's met een mythologisch thema.
De opera werd voor het eerst opgevoerd in Wenen op 5 oktober 1762. Orfeo ed Euridice was de eerste van Glucks opera’s waarmee hij brak met de heersende operaconventies en een nieuwe fase in de operageschiedenis inluidde. Zijn opera bevatte niet de complexe muziek en plot van de traditionele opera seria, maar maakte gebruik van een simpelere opzet. De opera wordt vandaag de dag nog steeds gezien als een van Glucks bekendste werken en een van de invloedrijkste Duitse opera’s ooit.

## Verhaal

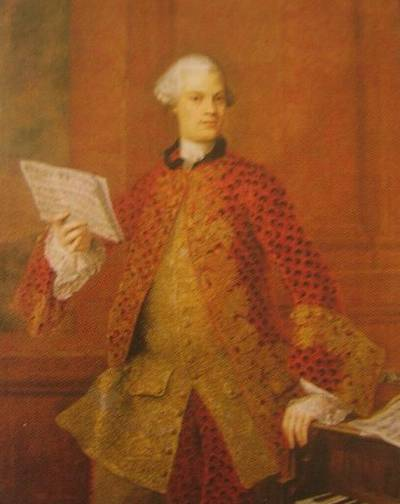
Gaetano Guadagni, de eerste acteur die Orfeo speelde.

### Eerste akte
Orfeo staat bij de graftombe van zijn vrouw Euridice, omgeven door een koor van nimfen en herders. Orfeo stuurt de andere aanwezigen weg en bezingt zijn verdriet om Euridice’s heengaan in de aria "Chiamo il mio ben"/“Objet de mon amour”. Dan verschijnt Amore (Cupido) ten tonele, en vertelt Orfeo dat hij zijn vrouw terug kan winnen door naar de onderwereld te gaan en haar op te halen. De enige voorwaarde is dat hij haar niet mag aankijken totdat ze weer terug op aarde zijn. Orfeo neemt dit advies ter harte en begint zijn reis naar de onderwereld.

### Tweede akte
Orfeo arriveert in een droog landschap, waar hij de Erinyen ontmoet. Zij weigeren hem toegang te verlenen tot de onderwereld en waarschuwen hem voor de Cerberus, de bewaker van de toegangspoort. Orfeo smeekt de Erinyen om genade in de aria "Deh placatevi con me"/“Laissez-vous toucher”, die uiteindelijk toestemmen.
Zodoende komt Orfeo uit bij de Elysese velden en is verbijsterd door de schoonheid van het landschap. Hij vraagt de geesten die hij tegenkomt om hem naar Euridice te brengen. Aan het eind van de akte vindt hij haar.

### Derde akte
Euridice is blij te horen dat ze terug kan naar de aarde. Orfeo weigert haar aan te kijken vanwege de eis die verbonden is aan haar terugkeer, maar vertelt haar niet waarom. Euridice begrijpt niets van zijn houding en probeert steeds weer oogcontact met hem te krijgen. Uiteindelijk concludeert ze dat hij niet meer van haar houdt en weigert verder te gaan. Orfeo kan het niet langer aanhoren en draait zich om. Zodra hij Euridice aankijkt, sterft ze opnieuw.
Orfeo besluit hierop zelfmoord te plegen zodat hij en Euridice herenigd zullen worden in de onderwereld, maar Amore houdt hem tegen. Uit respect voor Orfeo’s liefde voor Euridice brengt Amore haar weer tot leven. Herenigd verlaten de twee alsnog de onderwereld.

## Achtergrond
Francesco Algarotti's Essay on the Opera (1755) was voor Gluck een belangrijke inspiratiebron voor zijn nieuwe operastijl. Algarotti drong in zijn essay namelijk aan op een sterk vereenvoudigde vorm van de opera seria, waarin het verhaal niet achtergesteld moest worden aan de muziek, dans en decor. Een andere bron van inspiratie voor Gluck was componist Niccolò Jommelli en zijn maître de ballet'.
Orfeo ed Euridice was oorspronkelijk geschreven in de stijl van een Italiaans libretto, maar vertoont ook veel overeenkomsten met Franse opera. Na de eerste voorstelling in 1762 paste Gluck zijn opera zelfs wat aan om nog meer over te komen als Franse opera. De herziene versie kreeg de titel Orphée et Eurydice.
Glucks ideeën om de traditionele opera te hervormen sloegen mede dankzij Orfeo ed Euridice aan en zijn nadien door veel andere componisten overgenomen. Voorbeelden zijn Die Zauberflöte van Mozart, Fidelio van Beethoven en Das Rheingold van Wagner.

## Uitvoeringen
Orfeo ed Euridice werd voor het eerst opgevoerd op 5 oktober 1762 in het Burgtheater in Wenen. Deze voorstelling werd gegeven als onderdeel van de viering van de naamdag van keizer Frans I Stefan van het Heilige Roomse Rijk. De productie werd overzien door graaf Giacomo Durazzo. De choreografie werd verzorgd door Gasparo Angiolini en de sets werden ontworpen door Giovanni Maria Quaglio. De rol van Orfeo werd in deze eerste uitvoering gespeeld door Gaetano Guadagni.
Een jaar later werd de opera nieuw leven ingeblazen. Daarna verdween Orfeo ed Euridice van de planken tot 1769.
In de loop der jaren heeft de opera meerdere herbewerkingen ondergaan, waarbij onder andere de muziek is aangepast en bepaalde aria’s zijn toegevoegd of weggelaten. In 1770 werd een uitvoering ervan gegeven in Londen, waarbij J.C. Bach het stuk bijna geheel van nieuwe muziek voorzag.